# Фердинанд Чатлош
Фердинанд Чатлош (словац. Ferdinand Čatloš), (7 жовтня 1895, Ліптовскі Петер — 16 грудня 1972, Мартін) — військовий та політичний діяч Першої Словацької республіки. Генерал 1-го класу, протягом 1939—1944 років — міністр національної оборони та головнокомандувач збройними силами Словаччини.

## Біографія
Військову службу почав кадетом в австро-угорській армії у вересні 1915 року. Брав участь у Першій Світовій війні на Східному фронті, командував ротою. Після проголошення незалежності Чехословаччини у 1918 році — вступив на службу до лав чехословацької армії. З 1925 року — служба в Міністерстві оборони Чехословаччини, протягом 1926—1927 років — заступник військового аташе в Будапешті. У 1930 році закінчив Вищу військову школу в Празі.
Після створення у 1938 році в результаті Мюнхенської угоди словацької автономії у складі Чехословаччини — голова військової канцелярії уряду автономії. Після проголошення незалежності Словаччини 14 березня 1939 року підполковник Фердинанд Чатлош призначений міністром оборони та, водночас, Начальником Генерального штабу новоствореної словацької армії. Основним завданням Чатлоша на цих посадах було створення боєздатних збройних сил на основі частин чехословацької армії, що базувалися на території Словаччини на момент проголошення незалежності. Завдання ускладнювалося тим, що етнічні чехи, які складали значну частину особового складу цих частин, поверталися до Протекторату Богемії і Моравії, до якого відійшли чеські землі.
Словацька армія отримала бойове хрещення вже 23 березня 1939 року, коли територія Словаччини була зненацька атакована збройними силам Угорщини, з якою лише напередодні було укладено угоду про делімітацію кордонів. У результаті короткої словацько-угорської війни відповідно до укладеного 4 квітня мирного договору Словаччиною було втрачено на користь Угорщини 20-кілометрову прикордонну смугу території.
Для посилення обороноздатності країни Конституція Словаччини, ухвалена 21 липня 1939 року, передбачала загальну військову повинність. Фердинанд Чатлош, який на той час вже отримав звання генерала 1-го рангу (аналог звання генерал-лейтенант), призначений головнокомандувачем збройних сил Словаччини.
Наприкінці серпня 1939 року в Словаччині було проведено військову мобілізацію та створено Польову Армію «Бернолак» у складі трьох піхотних дивізій загальною кількістю понад 50 тисяч військовослужбовців. Фердинанд Чатлош прийняв безпосереднє командування цією армією, яка вторглася на територію Польщі 1 вересня 1939 року, безпосередньо в день початку Польської кампанії вермахту, тобто в перший день Другої Світової війни.
У 1941 році Фердинанд Чатлош очолив 45-тисячну Словацьку експедиційну армійську групу, яка у складі німецької Групи армій «Південь» брала участь у початкових етапах реалізації плану «Барбаросса» по блискавичному захопленню СРСР. Згодом армійську групу було розформовано, Чатлош повернувся до Словаччини, словацькі збройні сили продовжували участь у війні в складі окремих дивізій, здебільшого виконуючи тилові функції.
Під час Словацького національного повстання Фердинанд Чатлош залишився на зайнятій повстанцями території, був взятий у полон і переправлений до Москви. По завершенні Другої світової війни чехословацький народний суд засудив Чатлоша у 1947 році до 5 років ув'язнення, однак уже в 1948 році його було звільнено. Згодом служив чиновником у м. Мартіні, не беручи участі в громадському житті.

## Нагороди[1]

### Перша світова війна
- Військовий хрест 1914—1918
- Військова медаль 1914—1920
- Медаль Революції

### Друга світова війна
- Медаль «За хоробрість» 3-го і 2-го класу
- Хрест «За заслуги в обороні країни» (1939)
- Залізний хрест 2-го і 1-го класу (Третій Рейх) (1939)
- Орден Заслуг німецького орла 1-го класу (Третій Рейх) (жовтень 1941)
- Комбінований Знак Пілот-Спостерігач з діамантами (Третій Рейх)
- Орден Михая Хороброго 3-го і 2-го класу (Румунія) (29 липня 1942) — отримав 2 нагороди одночасно
- Орден Хреста Перемоги 1-го класу (Словаччина)